# Jordi Figueras
Jordi Figueras Montel, conosciuto come Jordi (Lleida, 16 maggio 1987), è un ex calciatore spagnolo, di ruolo difensore.

## Carriera
Dopo le giovanili trascorse nel Lleida, nell'estate 2005 Jordi viene chiamato dalla squadra C del Real Madrid, club con il quale disputa solamente 6 incontri in circa tre anni di militanza. Si trasferisce poi al Celta Vigo, inizialmente nella squadra B, per poi unirsi a quella maggiore nel campionato 2009-2010 nel quale troverà continuità nelle file difensive. Nel febbraio 2010, per 850.000 euro viene ceduto ai russi del Rubin Kazan per poi essere rispedito in prestito al Valladolid soli 6 mesi dopo.
Nell'estate 2011 si aggrega al Rayo Vallecano con il quale esordirà nel massimo campionato spagnolo il 28 agosto seguente, nell'1-1 esterno a Bilbao. Il 19 gennaio 2012 lascia nuovamente la Spagna per volare in Belgio, al Club Bruges, Disputerà 34 delle 38 partite nella lega, prima di scegliere nuovamente il Rayo Vallecano nell'inverno 2013, nuovamente in prestito.
L'estate seguente è poi ceduto a titolo definitivo, per 300.000 euro, al Real Betis.

## Palmarès

### Club

#### Competizioni nazionali
- Supercoppa di Russia: 1

Rubin: 2010